# Gare de Saint-Armel
La gare de Saint-Armel est une gare ferroviaire française de la ligne de Châteaubriant à Rennes, située sur le territoire de la commune de Saint-Armel, dans le département d'Ille-et-Vilaine en région Bretagne.
C'est une halte voyageurs de la Société nationale des chemins de fer français (SNCF) desservie par le transport express régional du réseau TER Bretagne, circulant entre Rennes et Châteaubriant.

## Situation ferroviaire
Établie à 48 m d'altitude, la gare de Saint-Armel est située au point kilométrique (PK) 46,8 de la ligne de Châteaubriant à Rennes, entre les gares de Vern et Corps-Nuds.

## Histoire
La gare de Saint-Armel est inaugurée dès la mise en place de la ligne en 1881.

## Fréquentation
De 2015 à 2023, selon les estimations de la SNCF, la fréquentation annuelle de la gare s'élève aux nombres indiqués dans le tableau ci-dessous.
| Année     | 2015   | 2016  | 2017  | 2018  | 2019  | 2020  | 2021  | 2022  | 2023   |
| --------- | ------ | ----- | ----- | ----- | ----- | ----- | ----- | ----- | ------ |
| Voyageurs | 12 016 | 7 797 | 1 909 | 2 828 | 3 120 | 2 892 | 4 317 | 9 486 | 11 929 |

## Service des voyageurs

### Accueil
Halte SNCF, c'est un point d'arrêt non géré à entrée libre qui dispose d'un quai abrité. Elle est située dans la zone de validité des titres de transport intermodaux Unipass de Rennes Métropole,.

### Desserte
Saint-Armel est desservie par des trains TER Bretagne qui circulent entre les gares de Rennes et Châteaubriant.

### Intermodalité
La gare est desservie par le STAR, par les lignes de bus 73 et 173ex. Un parking pour les véhicules y est également aménagé.